# Heisterbruggermolen
De Heisterbruggermolen(s) of Heisterbrugger korenmolen en Heisterbrugger oliemolen waren twee watermolens in Heisterbrug bij Schinnen in de Nederlands Zuid-Limburgse gemeente Beekdaelen. De watermolens stonden naast elkaar op de Geleenbeek. Stroomopwaarts lag de Muldermolen, stroomafwaarts de Borgermolen.

## Geschiedenis
In 1566 werd er hier een oliemolen gebouwd op de linkeroever.
In 1727 vernieuwde men de oliemolen.
In 1846 diende men een verzoek in bij het provinciebestuur om een schorsmolen te mogen bouwen bij de Heisterbruggermolen.
In 1848 kwam de schorsmolen op de rechteroever gereed en had een onderslagrad met een breedte van 85 centimeter en een doorsnede van 5,12 meter. De oliemolen op de linkeroever had toen een waterrad van 72 centimeter breed met een doorsnede van 4,66 meter.
In 1863 brandde de oliemolen af en werd later enkel nog als landbouwschuur herbouwd.
In 1891 verbouwde men de schorsmolen tot korenmolen.
In 1898 kreeg men toestemming om het onderslagrad van de korenmolen te vervangen door een middenslagrad van een meter breed en een doorsnede van 5,2 meter. Dit rad was voorzien van een krop (kroprad). Boven de molen bevond zich een afslagtak met verdeelwerk en lossluis.
In 1939 werd het stuwrecht van de Heisterbruggermolen en de Borgermolen afgekocht. Daarna werd de beek verlegd.
Sinds 1967 is het gebouw van de Heisterbrugger korenmolen een rijksmonument en bestaat voor een deel uit vakwerk.